# قانون الحقوق المدنية لعام 1968

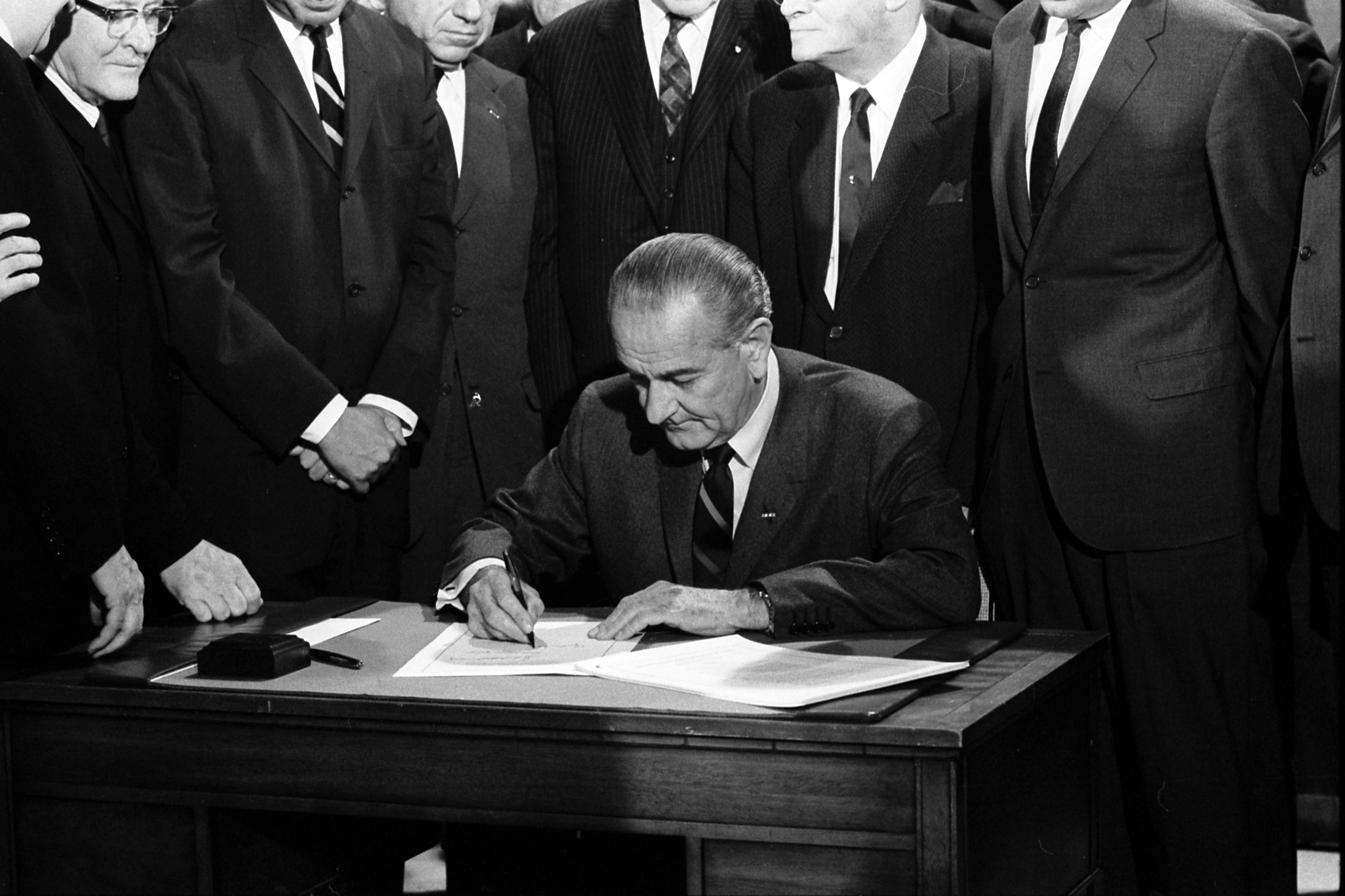
توقيع الرئيس الأمريكي ليندون جونسن 1968

يُعتبر قانون الحقوق المدنية لعام 1968 (بالإنجليزية: Civil Rights Act of 1968)، الذي سُنّ في 11 أبريل عام 1968، قانونًا تاريخيًا في الولايات المتحدة موقعًا من الرئيس ليندون جونسون في أثناء أعمال الشغب بعد اغتيال كينغ.
تشمل الأبواب من الثاني إلى السابع قانون الحقوق المدنية الهندية، الذي ينطبق على قبائل الأمريكيين الأصليين في الولايات المتحدة ويجعل العديد من الضمانات الواردة في وثيقة حقوق الولايات المتحدة، لكن ليس جميعها، واجبة التطبيق داخل القبائل.
أما الأبواب من الثامن إلى التاسع فتعرف عادةً بقانون الإسكان العادل، الذي كان يقصد به قانون فرعي لقانون الحقوق المدنية لعام 1964 (وهذا تشريع مختلف عن قانون الإسكان والتنمية الحضرية لعام 1968، الذي وسَّع برامج تمويل الإسكان). على الرغم من أن قانون الحقوق المدنية لعام 1866 يحظر التمييز في الإسكان، إلا أنه لا توجد أحكام تنفيذية اتحادية محددة. توسَّع قانون عام 1968 في الأفعال السابقة وحظر التمييز فيما يتعلق ببيع المساكن واستئجارها وتمويلها على أساس العِرق والدين والأصل القومي، والجنس منذ عام 1974. منذ عام 1988، قدّم القانون حماية خاصة للمعوقين والأسر التي لديها أطفال. عمل القانون أيضًا على حماية المرأة الحامل ضد التمييز غير القانوني لأنها اعتُبرت بوضع عائلي خاص حتى قبل ولادة الطفل. يجوز لضحايا التمييز اللجوء إلى كل من قانون عام 1968 وفصل العقوبات من قانون عام 1983 لطلب الانتصاف. ينصّ قانون عام 1968 على حلول فيدرالية في حين ينصّ قانون عام 1866 على حلول خاصة (أي الدعاوى المدنية). اعتبر القانون أيضًا الأعمال التي تأتي «بالقوة أو بالتهديد أو الأذية أو التخويف أو التدخل في أي شخص... بسبب العِرق أو اللون أو الدين أو الأصل القومي أو الإعاقة أو الوضع العائلي» جرائم فيدرالية تمامًا.
أما الباب العاشر، المعروف عادة باسم قانون مكافحة الشغب، يوضّح أن «السفر بين الولايات بقصد التحريض على أعمال شغب وتعزيزها وتشجيعها والمشاركة فيها ومواصلة تنفيذها» يُعتبر جناية. وقد انتُقد هذا الحكم بسبب «مساواة الاحتجاج السياسي المنظم بالعنف المنظم».
كانت نتيجة التصويت الأولي في مجلس النواب الأمريكي 327-93 (161-25 في المؤتمر الجمهوري لمجلس النواب و 166-67 في التجمع الديمقراطي لمجلس النواب) إذ صوّت 12 عضوا بالحضور أو الامتناع، بينما في مجلس الشيوخ كان التصويت النهائي مع التعديلات 71-20 (29-3 في المؤتمر الجمهوري لمجلس الشيوخ 42-17 في التجمع الديمقراطي لمجلس النواب) مع تصويت 5 أعضاء بالحضور أو الامتناع. وافق مجلس النواب على تعديلات مجلس الشيوخ بتصويت 250-172 (100-84 في المؤتمر الجمهوري في المجلس و150-88 في التجمع الديمقراطي) مع تصويت 10 أعضاء بالحضور أو الامتناع.

## الخلفية
أعلن قانون الحقوق المدنية لعام 1866 أن جميع الأشخاص المولودين في الولايات المتحدة هم مواطنون قانونيون. وهذا يعني أنهم بإمكانهم تأجير ممتلكتهم وبيعها وشرائها. والقصد من ذلك هو مساعدة العبيد السابقين، إذ اتُهم الذين رفضوا منح الحقوق الجديدة للعبيد بأنهم مذنبين ويعاقبون بموجب القانون. حُددت العقوبة بغرامة قدرها 1000 دولار أو السجن لمدة أقصاها سنة واحدة. ولا يوفر قانون عام 1866 أي وسيلة لإنفاذ الأحكام.

جاء الدافع الآخر لإصدار القانون من حركة شيكاغو المفتوحة للإسكان عام 1966. إلى جانب التأثير الكبير الذي وضعه قانون الإسكان العادل في ولاية كاليفورنيا لعام 1963 المدعوم من قِبَل الجمعية الوطنية للنهوض بالملونين (إن إيه إيه سي بي) ومؤتمر كور للمساواة العِرقية. بالإضافة إلى حملات ميلووكي للإسكان العادل عام 1967 بقيادة جيمس غروبي ومجلس الشباب التابع للجمعية. دافع السيناتور والتر مونديل عن مشروع القانون في الكونغرس، لكنه أشار إلى أن القانون كان من أكثر التشريعات المعلقة في تاريخ الولايات المتحدة. فقد عارضه معظم أعضاء مجلس الشيوخ في الشمال والجنوب، وأيضًا أعضاء الجمعية الوطنية للمجالس العقارية. انهار «قانون الحقوق المدنية لعام 1966» تمامًا بسبب توفير السكن العادل. وعلَّق مونديل قائلًا:
إن الكثير من التشريعات السابقة الخاصة بالحقوق المدنية تدور حول تأديب الجنوب والثورة ضد جورج والاس... وقد صبّ هذا في مصلحة الأحياء في جميع أنحاء البلاد. وهنا بدأت الحقوق المدنية أن تتخذ طابعًا شخصيًا..
بعد ذلك، تم وضع تعديلين على مشروع القانون. أوصى تقرير لجنة كيرنر عن أعمال الشغب التي وقعت في عام 1967 لأسباب عِرقية بشكل صارم «من خلال وضع قانون فيدرالي شامل وقابل للإنفاذ للإسكان المفتوح، وتم الاستشهاد به بانتظام من قِبَل أعضاء الكونغرس المدافعين عنه. ثم جاء الرّد الأير في أعقاب اغتيال مارتن لوثر كينج الابن في 4 أبريل عام 1968، متمثلًا بمجموعة من أعمال الشغب التي سادت جميع أنحاء البلاد. في 5 أبريل، كتب جونسون رسالة إلى مجلس النواب الأمريكي يحث فيها على إقرار قانون الإسكان العادل. اختتمت لجنة القواعد، «التي تعرضت لصدمة كبيرة جراء أعمال الشغب المتكررة من أمام باب المجلس»، جلسات الاستماع التي عقدتها في 8 أبريل. مع الاهتمام المفاجئ الصادر عن المدير التشريعي جوزيف كاليفانو والناطق باسم مجلس النواب الديمقراطي جون دبليو. ماكورماك، أُقرّ مشروع القانون في مجلس النواب في 10 أبريل.

## التاريخ التشريعي
أُقرّ مشروع القانون رقم 2516 من قِبَل الكونغرس الأمريكي التسعين ووقعه الرئيس السادس والثلاثون للولايات المتحدة، ليندون جونسون في 1 أبريل عام 1968.

## الأقسام

### الباب الأول: جرائم الكراهية
سن قانون الحقوق المدنية لعام 1968 في الفقرة 245 من الباب 18 من مدونة قوانين الولايات المتحدة، التي تسمح بالمقاضاة الاتحادية لكل من «يضرب أو يرهب أو يتدخل في شخص آخر أو يحاول أن يفعل ذلك بالقوة بسبب عرق الشخص الآخر أو لونه أو دينه أو أصله القومي»، بسبب محاولة الضحية الانخراط في واحد من ستة أنواع من الأنشطة الخاضعة للحماية الاتحادية، مثل الالتحاق بالمدرسة أو رعاية مكان/مرفق عام أو التقدم بطلب للعمل أو العمل كمحلف في محكمة حكومية أو التصويت.
يواجه الأشخاص الذين ينتهكون هذا القانون غرامة أو عقوبة السجن لمدة تصل إلى سنة واحدة أو كليهما معًا. وفي حال أدى الفعل إلى إصابات جسدية أو انطوت أعمال التخويف على استخدام أسلحة نارية أو متفجرات أو حرائق، يمكن أن يعاقب الأفراد بالسجن لمدة تصل إلى 10 سنوات، في حين أن الجرائم التي تنطوي على اختطاف أو اعتداء جنسي أو قتل قد يعاقب عليها بالسجن مدى الحياة أو بالإعدام.
على الرغم من استبعاد الميول والهوية الجنسية أيضًا من هذا القانون، إلا أنها مُدرجة في قانون جرائم الكراهية الفيدرالي، وهو قانون ماثيو شيبارد وجيمس بيرد الابن لمنع جرائم الكراهية.

### الباب الثامن – التاسع: قانون الإسكان العادل

#### التمييز في السكن
يُشار عادةً إلى الباب الثامن من قانون الحقوق المدنية لعام 1968 باسم قانون الإسكان العادل لعام 1968. ومنذ عام 1968، تم توسيع نطاق الحماية بشكل كبير باستخدام هذا القانون. ذلك أن مكتب الإسكان العادل وتكافؤ الفرص داخل وزارة الإسكان والتنمية الحضرية في الولايات المتحدة مكلف بإدارة هذا القانون وإنفاذه.

#### أشكال التمييز المحظورة
حظر قانون الحقوق المدنية لعام 1968 الأشكال التالية من التمييز في السكن:
- رفض بيع أو استئجار مسكن لأي شخص بسبب عرقه أو لونه أو دينه أو أصله القومي. وأضيف التمييز على أساس الجنس في عام 1974، ثم أضيف المعوقون والأسر التي لديها أطفال إلى قائمة الفئات المحمية في عام 1988.[14]
- التمييز ضد أي شخص في شروط أو امتياز بيع أو إيجار مسكن.
- الإعلان عن بيع أو استئجار مسكن يدل على تفضيل التمييز على أساس العرق أو اللون أو الدين أو الأصل القومي. ثم عُدل هذا الحكم ليشمل الجنس والإعاقة وإنجاب الأطفال.[15]
- الإكراه أو التهديد أو التخويف أو التدخل في ممارسة شخص ما لحقوق السكن لأسباب تمييزية أو الانتقام من شخص أو منظمة تساعد أو تشجع على ممارسة حقوق (السكن العادل) أو التمتع بها.
- إهمال صيانة وإصلاح المساكن المستأجرة من قبل الناس على أساس العرق أو الدين أو الجنس أو أي سبب ديموغرافي تمييزي آخر.
- تقييد الوصول إلى الخدمات والمرافق العامة على أساس عرق المستأجر أو جنسه أو دينه أو جنسيته.
- في عام 2012، أصدر مكتب الإسكان العادل وتكافؤ الفرص التابع لوزارة الإسكان والتنمية الحضرية في الولايات المتحدة لائحة تحظر التمييز ضد مجتمع الميم ضمن برامج الإسكان بمساعدة فيدرالية. قضت المحكمة العليا عام 2020 بأن التمييز على أساس «الجنس» يشمل التمييز على أساس التوجه والهوية الجنسية. لم تصدر منظمة الإسكان والتنمية الحضرية أي تغيير في القواعد في عهد الرئيس جو بايدن حتى فبراير عام 2021 لتنفيذ هذا القرار. بالإضافة إلى ذلك، أصدرت العديد من الولايات والمدن والبلدات قوانين تحظر التمييز في السكن على أساس التوجه والهوية الجنسية.